# Elliott Carter
Elliott Cook Carter Jr. (New York, 11 dicembre 1908 – New York, 5 novembre 2012) è stato un compositore statunitense di musica contemporanea.

## Biografia
In gran parte si formò da autodidatta, coltivando eguali interessi sia per la musica che per la filosofia, e pervenne piuttosto tardi ad una scelta di campo. Furono sostanzialmente gli incoraggiamenti di Charles Ives, che lo condussero a studiare composizione presso l'università di Harvard (Massachusetts), dove ebbe come insegnanti Walter Piston e Gustav Holst. Successivamente si recò a Parigi dove studiò con Nadia Boulanger. Rientrò negli Stati Uniti nel 1935 e divenne direttore della compagnia di balletto Ballet Caravan.
Dal 1939 al 1941 insegnò musica, ma anche fisica, matematica e greco antico al St. John's College di Annapolis (Maryland).
Durante la seconda guerra mondiale, Carter fu impiegato presso l'Office of War Information, mentre in seguito fu docente di composizione presso il Peabody Conservatory (1946–1948), la Columbia University, il Queens College di New York (1955-1956), la Yale University a New Haven (1960-1962), la Cornell University (dal 1967) e la Juilliard School (dal 1972).
Nel 1967 divenne membro dell'American Academy of Arts and Letters, mentre nel 1960 e nel 1973 gli venne assegnato il Premio Pulitzer per la musica.

## Musica
I primi lavori di Elliott Carter denotano influenze di Stravinskij e Paul Hindemith, e possono ascriversi come appartenenti all'estetica neoclassica. Carter fece lunghi e severi studi contrappuntistici, dalla polifonia medievale fino al linguaggio stravinskiano, e questo si nota particolarmente nei lavori giovanili, come ad esempio nel balletto Pocohontas (1938-1939). Alcune sue musiche del periodo della seconda guerra mondiale sono chiaramente diatoniche, e si riportano ad un lirismo melodico che può far ricordare quello di autori come Samuel Barber. Curiosamente, Carter abbandonò il neoclassicismo più o meno nello stesso momento in cui l'abbandonò pure Stravinskij.
La sua musica successiva al 1950 è tipicamente atonale e ritmicamente molto complessa (fu proprio a proposito della musica di Carter che venne coniato il termine ‘'metric modulation'’ per descrivere i frequenti cambiamenti di tempo nei suoi lavori).
Tra i suoi lavori più noti ci sono le Variations for Orchestra (1954-1955), il Double Concerto per clavicembalo, pianoforte e due orchestre da camera (1959-1961), il Piano Concerto (1967), il quale fu un omaggio per l'ottantacinquesimo compleanno di Igor' Fëdorovič Stravinskij, il Concerto for Orchestra (1969), strettamente basato su una poesia di Saint-John Perse, e A Symphony of Three Orchestras (1976).
Carter ha inoltre composto cinque quartetti per archi, di cui il secondo ed il terzo ottennero il Premio Pulitzer.
Symphonia: Sum Fluxae Pretium Spei (1993-1996) è il suo più grande lavoro orchestrale, di struttura molto complessa ma affascinante nel suo continuo contrastare di livelli timbrici strumentali, dai delicati assolo dei fiati fino ai laceranti fortissimo con ottoni e percussioni in primo piano.
Il suo personale sistema compositivo (volto spesso a far derivare tutte le altezze di un brano da un solo accordo "chiave", o da una serie di accordi) non impedisce a Carter di muoversi in ambiti decisamente lirici, né di garantire una perfetta intelligibilità del testo cantato, talora anche in modo decisamente "semplice". Del resto, nonostante il suo usuale rigore compositivo, Carter occasionalmente sceglie di "deviare", di creare delle eccezioni al suo proprio sistema; contrariamente ad autori come Anton Webern, nella musica di Carter non è sempre possibile spiegare e giustificare scientificamente ogni nota.
La maggior parte della sua musica è pubblicata da G. Schirmer Inc. (fino al 1982), e da Boosey & Hawkes (dopo il 1982).

## Opere (parziali)
- Symphony No. 1 per orchestra (1942, revisione 1954)
- Holiday Overture per orchestra (1944, revisione 1961)
- Canonic Suite per quattro sassofoni alti (1945, revisione 1981)[2]
- Piano Sonata per pianoforte (1945-1946)
- Cello Sonata per violoncello (1948)
- String Quartet No.1 (quartetto d'archi) (1951)
- Variations for orchestra (1955)
- String Quartet No.2 (quartetto d'archi) (1959)
- Double Concerto per pianoforte, clavicembalo e 2 orchestre da camera (1959-1961)
- Piano Concerto per pianoforte e orchestra (1964)
- Concerto for Orchestra (1969)
- String Quartet No.3 (quartetto d'archi) (1971)
- Duo for Violin & Piano per violino e pianoforte (1974)
- A Mirror on Which to Dwell per soprano e ensemble (1975)
- A Symphony of Three Orchestras (1976)
- Syringa per mezzosoprano, basso-baritono, chitarra e ensemble (1978)
- Three Poems of Robert Frost per baritono e ensemble (1942, orchestrazione 1980)
- Night Fantasies (1980)
- In Sleep, in Thunder per tenore e ensemble (1981)
- Triple Duo (1983)
- Penthode per 5 quartetti strumentali (1985) a Londra diretta da Pierre Boulez
- String Quartet No.4 (quartetto d'archi) (1986)
- Enchanted Preludes per flauto e violoncello (1988)
- Violin Concerto per violino e orchestra (1989)
- Con leggerezza pensosa (1990), omaggio a Italo Calvino - commissionata da Raffaele Pozzi, direttore dell'Istituto di Studi Musicali di Latina
- Gra per clarinetto (1993)
- 90+ (1994) (scritto per il novantesimo compleanno del compositore Goffredo Petrassi)
- String Quartet No.5 (quartetto d'archi) (1995)
- Symphonia: Sum Fluxae Pretiam Spei per orchestra (1996)
- Clarinet Concerto per clarinetto e orchestra (1996)
- Two Diversions (1999)
- Cello Concerto per violoncello e orchestra (2002)
- Dialogues per pianoforte e orchestra (2003)
- Dialogues II per pianoforte e orchestra da camera (2012) al Teatro alla Scala di Milano da Daniel Barenboim e dalla Filarmonica della Scala diretta da Gustavo Dudamel
- Flute concerto per flauto e orchestra (2009)
- Esprit rude/esprit doux per flauto e clarinetto (1985) nel Festspielhaus di Baden-Baden diretto da Pierre Boulez
- What next? opera in 1 atto su testo di Paul Griffiths (2000)